# Ophiacantha parasema
Ophiacantha parasema är en ormstjärneart som beskrevs av Hubert Lyman Clark 1923. Ophiacantha parasema ingår i släktet Ophiacantha och familjen knotterormstjärnor. Inga underarter finns listade i Catalogue of Life.